# Reveal (альбом R.E.M.)
| Совокупная оценка    | Совокупная оценка |
| Источник             | Оценка            |
| -------------------- | ----------------- |
| Metacritic           | (76/100)          |
| Оценки критиков      |                   |
| Источник             | Оценка            |
| Allmusic             | [ 2 ]             |
| Blender              | [ 3 ]             |
| Chicago Tribune      | (позитивная)      |
| Entertainment Weekly | B                 |
| Houston Chronicle    | B−                |
| Los Angeles Times    | [ 7 ]             |
| NME                  | 7/10              |
| Pitchfork Media      | 5.0/10            |
| PopMatters           | [ 10 ] [ 1 ]      |
| Роберт Кристгау      | B−                |
| Rolling Stone        | [ 12 ]            |
| Slant Magazine       | [ 13 ]            |

Reveal — двенадцатый студийный альбом американской альтернативной рок-группы R.E.M., был издан в 2001 году. После прощания с барабанщиком Биллом Берри и выпуска противоречивого Up, получившего неоднозначную реакцию критиков. R.E.M. записали более оптимистичный Reveal, сопродюсером выступил давний соратник группы — Пэт Маккарти.
В 2002 году группа предложила сделать ремиксы на песни из альбома, различным продюсерам и членам музыкальной индустрии. В результате был выпущен диск, под названием r.e.m.IX, который можно было скачать на официальном сайте R.E.M. В 2005 году, Warner Bros выпустили расширенное двухдисковое издание Reveal, которое содержало CD и DVD, а также оригинальный буклет альбома.

## Музыка
Первый сингл из Reveal — «Imitation of Life», попал в первую десятку британского чарта и достиг вершины в Японии, однако провалился на родине музыкантов. Другие синглы альбома: «All The Way To Reno (You’re Gonna Be A Star)» и «I’ll Take The Rain» в музыкальном плане походили на композиции из предыдущего альбома группы: «Beat A Drum», «Summer Turns To High» и «Beachball», и стилистически были вдохновлены легендарными The Beach Boys, большими поклонниками которых являются Бак и Миллз.
Открывающий трек пластинки — «The Lifting», является приквелом к композиции «Daysleeper» из альбома Up, в нём поётся о том же персонаже.

## Отзывы прессы
Многие критики сравнивали Reveal с культовым Automatic for the People, он получил теплый прием от музыкальной прессы, по сравнению с предшественником — Up, так в Великобритании диск достиг вершины местного чарта и имел хорошие продажи. В Соединенных Штатах альбом достиг 6-й строчки (провел 10 недель в Billboard 200) и получил «золотой» статус. Также, золотой сертификат диск получил в Канаде и Германии.
«Когда такая успешная и опытная группа, как R.E.M, всё ещё создаёт свои лучшие работы, это действительно необычно» — сказал Боно в 2003 году. «Я думаю, „Reveal“ одна из лучших записей, которые они когда-либо делали: красивые мелодии, красивое пение и действительно эволюционирующее сочинение песен».

## Список композиций
Все песни написаны Питером Баком, Майком Миллзом и Майклом Стайпом.
Первая сторона — «Chorus Side»
1. «The Lifting» — 4:39
2. «I’ve Been High» — 3:25
3. «All the Way to Reno (You’re Gonna Be a Star)» — 4:43
4. «She Just Wants to Be» — 5:22
5. «Disappear» — 4:11
6. «Saturn Return» — 4:55

Вторая сторона — «Ring Side»
1. «Beat a Drum» — 4:21
2. «Imitation of Life» — 3:57
3. «Summer Turns to High» — 3:31
4. «Chorus and the Ring» — 4:31
5. «I’ll Take the Rain» — 5:51
6. «Beachball» — 4:14

- Примечания списка композиций: на грампластинках и компакт-кассетах каждая сторона имеет своё название, так первая сторона была озаглавлена — «Поющая сторона» (англ. Chorus side) (треки 1-6), вторая сторона — «Звенящая сторона» (англ. Ring side) (треки 7-12).

## Участники записи
R.E.M.
- Питер Бак — гитара
- Майк Миллз — бас-гитара, клавишные
- Майкл Стайп — вокал

Приглашенные музыканты
- Баррет Мартин — ударные и перкуссия

Производство
- Крис Билхаймер[англ.] — изображения, дизайн
- Пэт Маккарти — продюсирование

## Хит-парады
| Хит-парад (2001)                  | Высшая позиция |
| --------------------------------- | -------------- |
| Australian ARIA Albums Chart      | 5              |
| Austrian Albums Chart             | 1              |
| Belgian Albums Chart (Flanders)   | 2              |
| Belgian Albums Chart (Wallonia)   | 5              |
| Canadian Albums Chart             | 4              |
| Dutch Albums Chart                | 7              |
| Finnish Albums Chart              | 3              |
| French SNEP Albums Chart          | 4              |
| German Media Control Albums Chart | 1              |
| Italian Albums Chart              | 1              |
| Japanese Oricon Albums Chart      | 20             |
| New Zealand Albums Chart          | 10             |
| Norwegian VG-lista Albums Chart   | 1              |
| Polish Album chart                | 5              |
| Swedish Albums Chart              | 2              |
| Swiss Albums Chart                | 1              |
| UK Albums Chart                   | 1              |
| U.S. Billboard 200                | 6              |

| Хит-парад (2001)                | Позиция |
| ------------------------------- | ------- |
| Australian Albums Chart         | 67      |
| Austrian Albums Chart           | 27      |
| Belgian Albums Chart (Flanders) | 58      |
| Belgian Albums Chart (Wallonia) | 83      |
| Dutch Albums Chart              | 99      |
| French Albums Chart             | 130     |
| Italian Albums Chart            | 20      |
| Swedish Albums Chart            | 81      |
| Swiss Albums Chart              | 22      |
| UK Albums Chart                 | 47      |